# 默尔特河畔栋巴勒
默尔特河畔栋巴勒（法語：Dombasle-sur-Meurthe，法語發音：[dɔ̃bal syʁ mœʁt]），法国东北部城市，大东部大区默尔特-摩泽尔省的一个市镇，隶属于南锡区，其市镇面积为11.21平方公里，2022年1月1日时人口数量为9,528人，在法国城市中排名第1,053位。
默尔特河畔栋巴勒位于默尔特-摩泽尔省东南部，默尔特河右岸，其支流萨农河流经市区北部。默尔特河畔栋巴勒历史上因碳酸钠加工生产而闻名，现为一个区域性的中心城市，巴黎－斯特拉斯堡铁路、A33高速公路和多条省道在此交汇。法国作家出生于默尔特河畔栋巴勒。

## 地名来源
“栋巴勒”一名的来源尚存在争议，该名称可能来源于天主教人物韦尔济的巴勒，亦有可能来源于拉丁语单词“Domus Pusilla”，后者意为“小房子”。
“默尔特河畔”这一后缀自1961年起成为当地官方名称的一部分。

## 历史

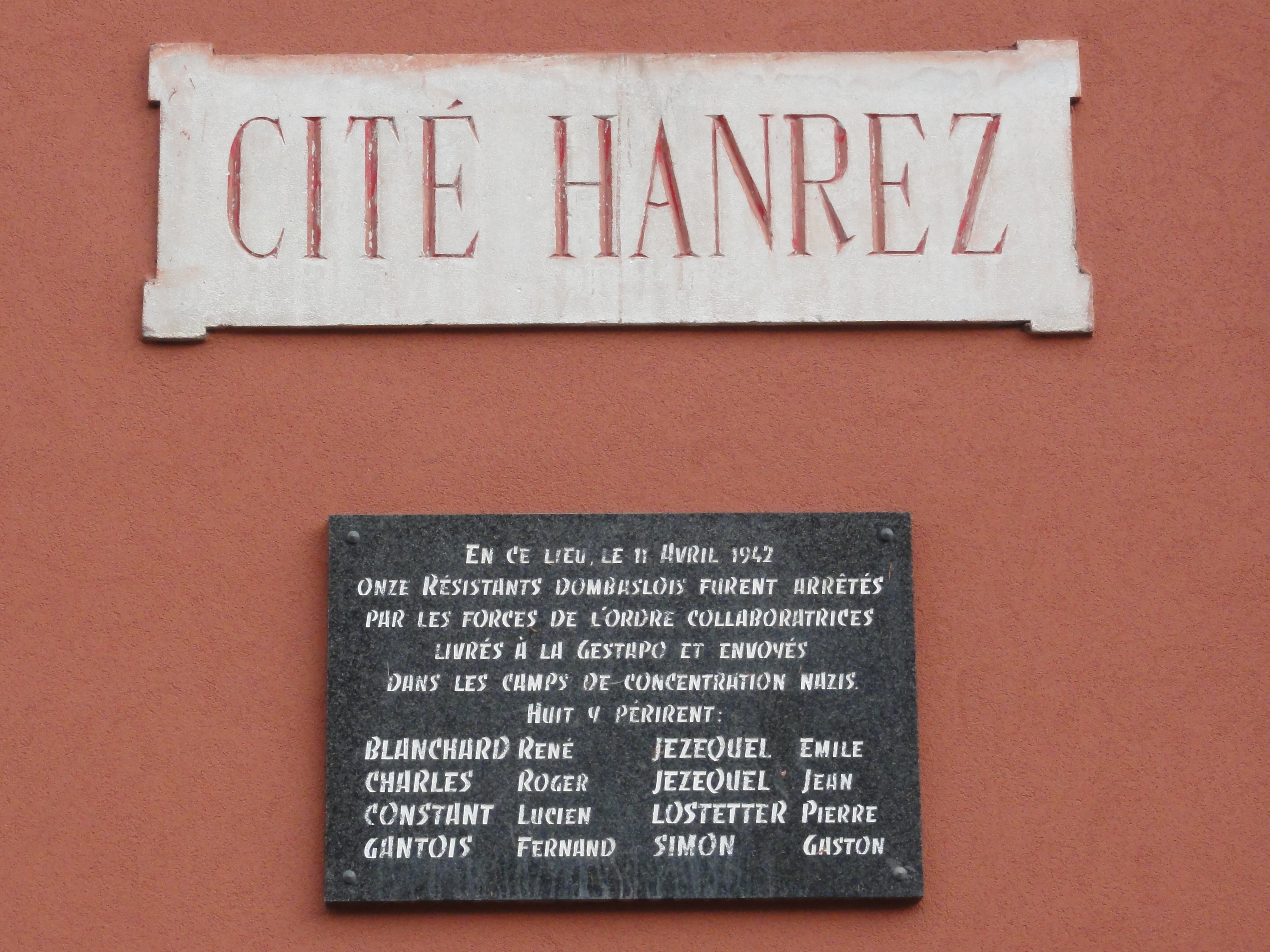
战争烈士纪念碑

默尔特河畔栋巴勒最初于公元8世纪时被记录于戈尔兹修道院的手记中，彼时这一区域为该修道院的领地。中世纪中后期，栋巴勒几经转手，先后被多个领主继承。三十年战争期间，栋巴勒被严重破坏。1741年，栋巴勒出现了一座学校。法国大革命后，栋巴勒成为默尔特省的一个市镇，该省在普法战争后被割裂，栋巴勒所处区域成为默尔特-摩泽尔省的一部分。19世纪中期，途径此地的马恩－莱茵运河以及巴黎－斯特拉斯堡铁路相继建成。1867年，栋巴勒境内出现了首个盐场，1873年，该盐场被索尔维集团购买并扩建成为碳酸钠制造工厂，栋巴勒由此成为一座重要的化工城市，当地人口数量快速增加。第一次世界大战期间，栋巴勒多次遭遇普鲁士军队的入侵，当地约350名居民在战争中身亡，战后栋巴勒获得了法国政府颁布的勋章。二战后，栋巴勒出现了纺织工厂，但随着20世纪70年代能源危机的爆发，当地大量工厂倒闭，索尔维工厂主体亦于1984年关闭，仅少量加工车间得以保留。1999年12月26日，默尔特河畔栋巴勒遭到暴风雨袭击，当地多处建筑被破坏。

## 地理

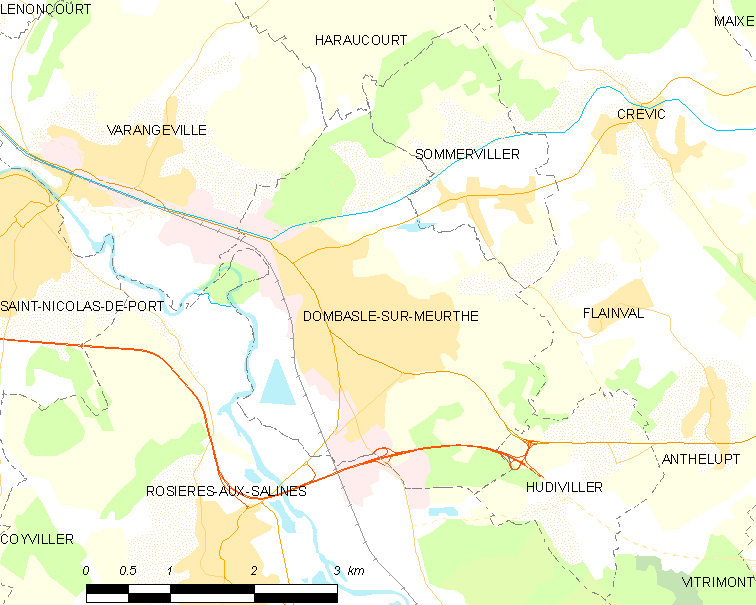
默尔特河畔栋巴勒市镇范围地图

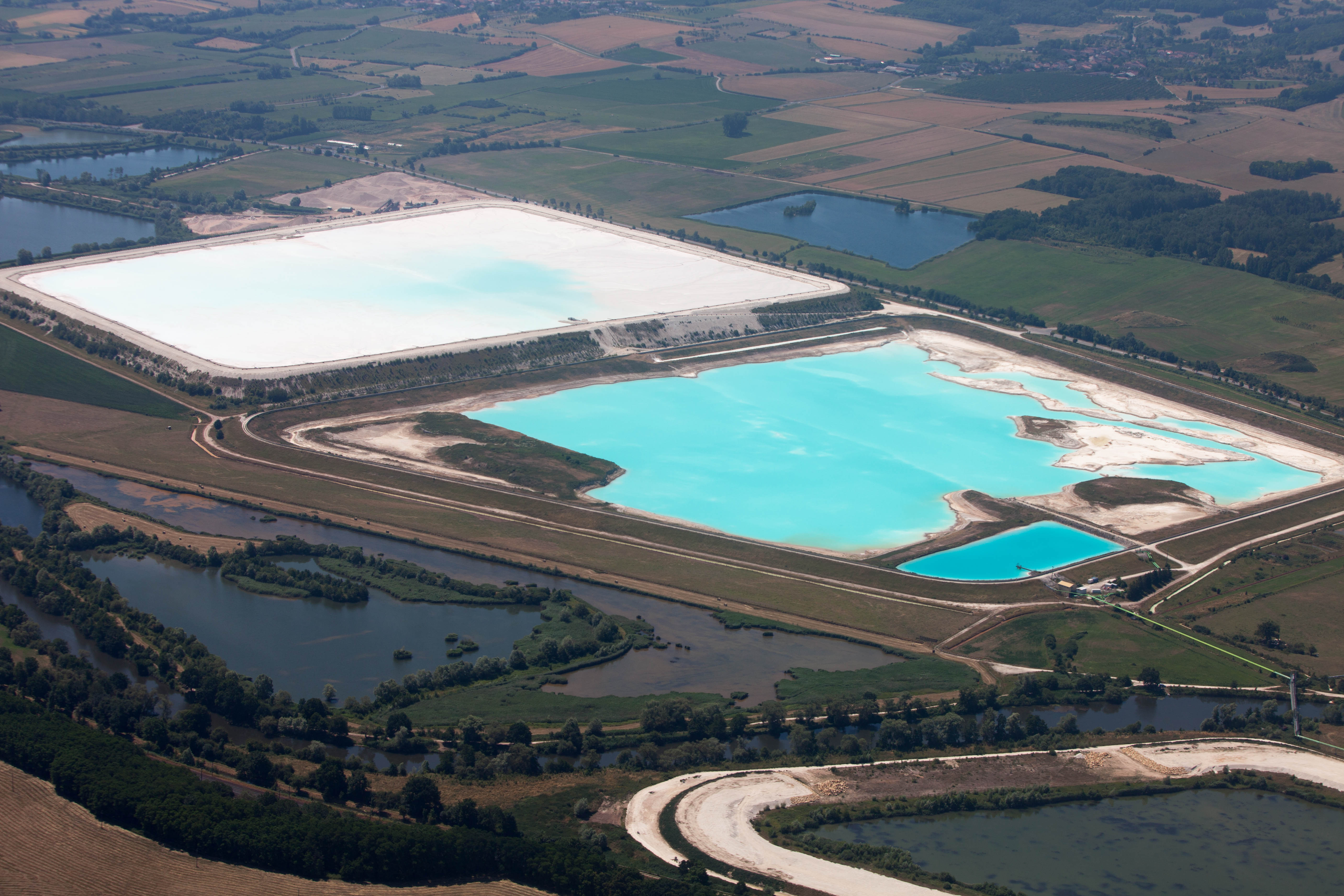
盐池航拍

默尔特河畔栋巴勒位于法国东北部，大东部大区中东部和默尔特-摩泽尔省东南部，距离省会南锡大约16公里。与默尔特河畔栋巴勒接壤的市镇包括：弗兰瓦勒、阿罗库尔、于迪维莱、罗西耶尔欧萨利讷、索梅尔维莱、瓦朗热维尔。

### 地形
默尔特河畔栋巴勒位于洛林高原南部腹地，境内以丘陵为主，市镇中心地势较为平坦，全境海拔在203到320米之间。

### 水文
默尔特河干流自南向北流经境内，其右岸有盐场生产活动遗留下来的湖泊；默尔特河右岸支流萨农河自东向西流经市区北部，该河沿岸为人工开凿的马恩－莱茵运河；市区东北部有天然湖泊勒蓬塞湖（Étang du Poncet）。

### 植被
默尔特河畔栋巴勒属于温带阔叶混交林区，林地多分布于市区北部及河流水域附近。
在鲜花城市的评比中，默尔特河畔栋巴勒被评为2星级鲜花城市。

### 气候
默尔特河畔栋巴勒在柯本气候分类法中属于带有大陆性特征的温带海洋性气候，冬季平均温度低于大陆西侧沿海同纬度地区。
距离默尔特河畔栋巴勒最近的常年气象站位于埃塞莱南锡境内，以下为该气象站的数据：
| 埃塞莱南锡 1981年－2019年 | 埃塞莱南锡 1981年－2019年 | 埃塞莱南锡 1981年－2019年 | 埃塞莱南锡 1981年－2019年 | 埃塞莱南锡 1981年－2019年 | 埃塞莱南锡 1981年－2019年 | 埃塞莱南锡 1981年－2019年 | 埃塞莱南锡 1981年－2019年 | 埃塞莱南锡 1981年－2019年 | 埃塞莱南锡 1981年－2019年 | 埃塞莱南锡 1981年－2019年 | 埃塞莱南锡 1981年－2019年 | 埃塞莱南锡 1981年－2019年 | 埃塞莱南锡 1981年－2019年 |
| 月份                      | 1月                       | 2月                       | 3月                       | 4月                       | 5月                       | 6月                       | 7月                       | 8月                       | 9月                       | 10月                      | 11月                      | 12月                      | 全年                      |
| ------------------------- | ------------------------- | ------------------------- | ------------------------- | ------------------------- | ------------------------- | ------------------------- | ------------------------- | ------------------------- | ------------------------- | ------------------------- | ------------------------- | ------------------------- | ------------------------- |
| 历史最高温 °C（°F）       | 16.8 (62.2)               | 20.8 (69.4)               | 24.3 (75.7)               | 29.3 (84.7)               | 35.6 (96.1)               | 37.2 (99.0)               | 40.1 (104.2)              | 39.3 (102.7)              | 33.7 (92.7)               | 27.2 (81.0)               | 22.1 (71.8)               | 18.5 (65.3)               | 40.1 (104.2)              |
| 平均高温 °C（°F）         | 4.6 (40.3)                | 6.4 (43.5)                | 10.9 (51.6)               | 14.8 (58.6)               | 19.2 (66.6)               | 22.6 (72.7)               | 25.1 (77.2)               | 24.7 (76.5)               | 20.3 (68.5)               | 15.1 (59.2)               | 8.9 (48.0)                | 5.4 (41.7)                | 14.8 (58.6)               |
| 日均气温 °C（°F）         | 1.9 (35.4)                | 2.9 (37.2)                | 6.5 (43.7)                | 9.5 (49.1)                | 13.8 (56.8)               | 17.1 (62.8)               | 19.4 (66.9)               | 19 (66)                   | 15.2 (59.4)               | 11 (52)                   | 5.8 (42.4)                | 2.9 (37.2)                | 10.4 (50.7)               |
| 平均低温 °C（°F）         | −0.8 (30.6)               | −0.7 (30.7)               | 2 (36)                    | 4.1 (39.4)                | 8.4 (47.1)                | 11.7 (53.1)               | 13.7 (56.7)               | 13.2 (55.8)               | 10.1 (50.2)               | 6.8 (44.2)                | 2.8 (37.0)                | 0.4 (32.7)                | 6 (43)                    |
| 历史最低温 °C（°F）       | −21.6 (−6.9)              | −24.8 (−12.6)             | −15.9 (3.4)               | −6.9 (19.6)               | −4.2 (24.4)               | 1.6 (34.9)                | 2 (36)                    | 2.8 (37.0)                | −1.3 (29.7)               | −7.9 (17.8)               | −12.7 (9.1)               | −21.3 (−6.3)              | −24.8 (−12.6)             |
| 平均降水量 mm（）         | 65.4 (2.57)               | 55.3 (2.18)               | 59.5 (2.34)               | 49.3 (1.94)               | 67.6 (2.66)               | 69.2 (2.72)               | 62.4 (2.46)               | 63 (2.5)                  | 64.7 (2.55)               | 73.8 (2.91)               | 65.9 (2.59)               | 79 (3.1)                  | 775.1 (30.52)             |
| 月均日照時數              | 55.9                      | 79.7                      | 129.1                     | 173.9                     | 199.1                     | 220.9                     | 229.1                     | 213.7                     | 162.8                     | 104.8                     | 51.7                      | 44.3                      | 1,665                     |
| 来源：infoclimat.fr       |                           |                           |                           |                           |                           |                           |                           |                           |                           |                           |                           |                           |                           |

## 行政区划
默尔特河畔栋巴勒是法国大东部大区默尔特-摩泽尔省的一个市镇，编号为54159。默尔特河畔栋巴勒隶属于南锡区、默尔特-摩泽尔省第四选区以及吕内维尔第一县，同时也是塞勒-韦尔穆瓦地区市镇公共社区的办公驻地。
法国国家统计与经济研究所（简称）在进行数据统计时，将默尔特河畔栋巴勒及相邻的另外3个市镇设为默尔特河畔栋巴勒城市核心区，并将包括核心区在内的周边共284个市镇划为南锡城市区。自2020年起，南锡城市区被包含353个市镇的南锡城市辐射区代替。此外，还将默尔特河畔栋巴勒市镇分为了4个“块区”（IRIS），以便于统计人口分布情况。

## 交通

### 公路
A33高速公路以及默尔特-摩泽尔省省道D2线、D116线和D400线在默尔特河畔栋巴勒境内交汇。大东部大区下属的城际客运提供R650线巴士线路，可前往南锡和吕内维尔。
| 6 | 2 |

| 南锡 | 17 |

| 吕内维尔 | 13 |

| 图勒 | 44 |

2018年，77.6%的默尔特河畔栋巴勒家庭拥有至少一辆私人汽车。2019年，默尔特河畔栋巴勒境内共发生各类交通事故1起，造成1人受伤。

### 铁路

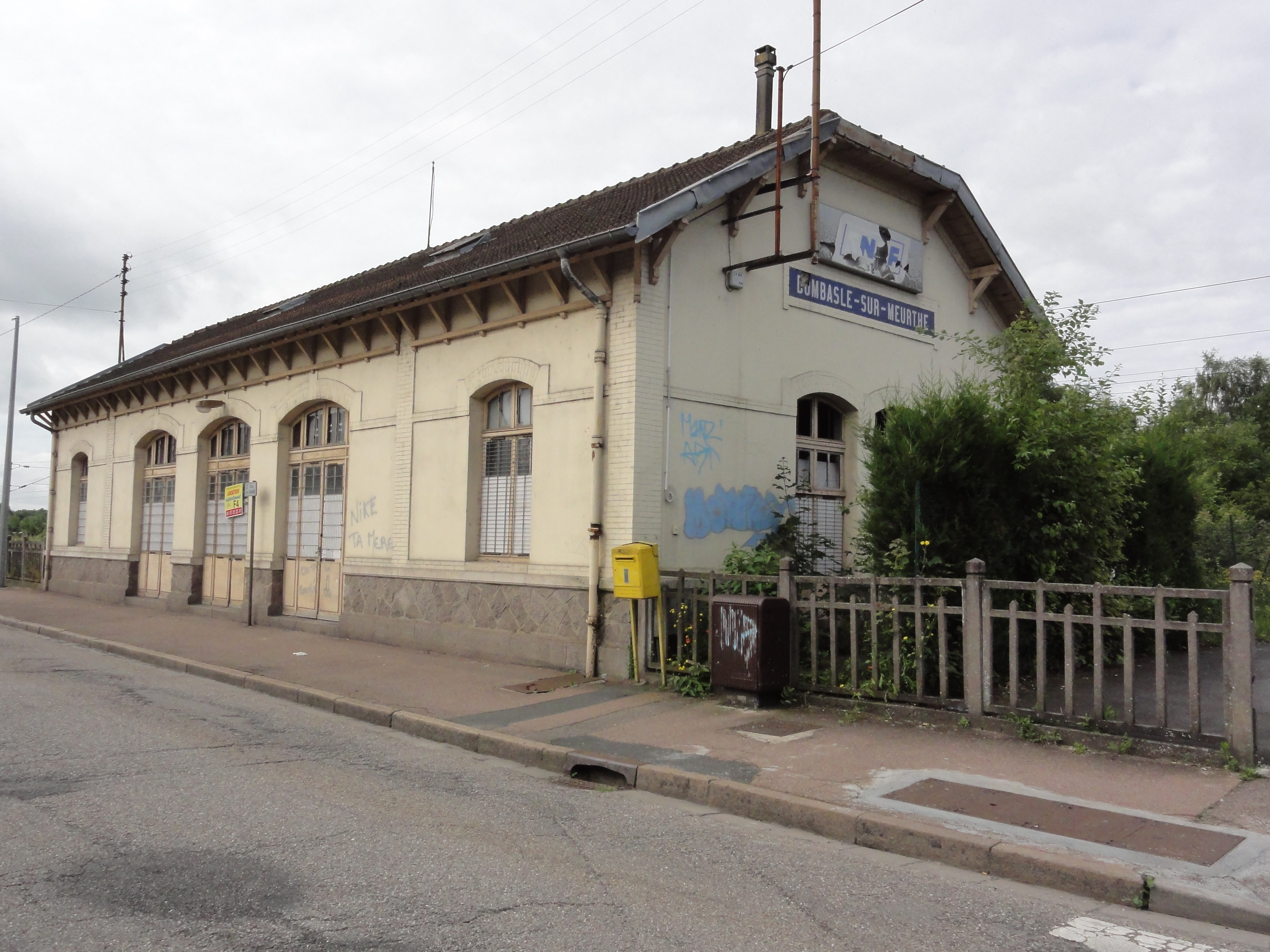
默尔特河畔栋巴勒火车站

默尔特河畔栋巴勒位于巴黎－斯特拉斯堡铁路上。默尔特河畔栋巴勒站位于市区西部，该站是一个铁路乘降所，停靠往返于南锡和吕内维尔一线的区域列车。
除此之外，罗西耶尔欧萨利讷站的主体部分亦位于默尔特河畔栋巴勒的市镇范围内。

### 航空
距离默尔特河畔栋巴勒最近的民用航空站为洛林机场，距离默尔特河畔栋巴勒市中心的公路里程约55公里。

### 城市公共交通
默尔特河畔栋巴勒城市公共交通是当地的城市公共交通系统。截至2022年5月，该系统共包括1条公交线路（La Navette），路网覆盖了默尔特河畔栋巴勒市区内的主要街道和居民区。

## 政治

### 市政内阁
默尔特河畔栋巴勒的现任市长为达维德·菲舍尔先生（David FISCHER），他是一名无党派人士，在2020年的市政选举中获得了54.27%的支持率。
| 默尔特河畔栋巴勒历届市长 | 默尔特河畔栋巴勒历届市长    | 默尔特河畔栋巴勒历届市长                         |
| 任期                     | 市长                        | 党派                                             |
| ------------------------ | --------------------------- | ------------------------------------------------ |
| 1945年－1947年           | Louis RAIMEL 路易·赖梅尔    | 不详                                             |
| 1947年－1959年           | Pierre BALLÉ 皮埃尔·巴莱    | 不详                                             |
| 1959年－1989年           | Roger BOILEAU 罗歇·布瓦洛   | CD法国民主中心 →UDF法国民主联盟 →CDS社会民主中心 |
| 1989年－2014年           | Robert BLAISE 罗贝尔·布莱斯 | PS社会党                                         |
| 2014年－                 | David FISCHER 达维德·菲舍尔 | 無黨籍                                           |

### 各级选举
| 默尔特河畔栋巴勒历届投票选举结果 | 默尔特河畔栋巴勒历届投票选举结果 | 默尔特河畔栋巴勒历届投票选举结果 | 默尔特河畔栋巴勒历届投票选举结果 | 默尔特河畔栋巴勒历届投票选举结果     | 默尔特河畔栋巴勒历届投票选举结果 | 默尔特河畔栋巴勒历届投票选举结果 | 默尔特河畔栋巴勒历届投票选举结果     | 默尔特河畔栋巴勒历届投票选举结果 | 默尔特河畔栋巴勒历届投票选举结果 |
| 选举项目                         | 选举范围                         | 选区单位                         | 选举结果                         | 选举结果                             | 选举结果                         | 选举结果                         | 选举结果                             | 选举结果                         | 参考资料                         |
| 选举项目                         | 选举范围                         | 选区单位                         | 第一轮胜出者                     | 第一轮胜出者                         | 支持率                           | 第二轮胜出者                     | 第二轮胜出者                         | 支持率                           | 参考资料                         |
| -------------------------------- | -------------------------------- | -------------------------------- | -------------------------------- | ------------------------------------ | -------------------------------- | -------------------------------- | ------------------------------------ | -------------------------------- | -------------------------------- |
| 2017年法國總統選舉               | 法國                             | 市镇                             |                                  | 玛丽娜·勒庞                          | 32.32%                           |                                  | 埃马纽埃尔·马克龙                    | 51.72%                           | [ 22 ]                           |
| 2017年法国立法选举               | 默尔特-摩泽尔省第四选区          | 市镇                             |                                  | 菲利普·布齐                          | 31.09%                           |                                  | 蒂博·巴赞                            | 54.08%                           | [ 22 ]                           |
| 2019年欧洲议会选举               | 法國                             | 市镇                             |                                  | 若尔丹·巴尔代拉                      | 33.3%                            | （不适用）                       | （不适用）                           | （不适用）                       | [ 24 ]                           |
| 2021年法国省级选举               | 默尔特-摩泽尔省                  | 县                               |                                  | 亚历山德拉·雨果-康布 克里斯托弗·瓦兰 | 38.95%                           |                                  | 亚历山德拉·雨果-康布 克里斯托弗·瓦兰 | 60.07%                           | [ 25 ]                           |
| 2021年法国省级选举               | 默尔特-摩泽尔省                  | 市镇                             |                                  | 亚历山德拉·雨果-康布 克里斯托弗·瓦兰 | 34.44%                           |                                  | 亚历山德拉·雨果-康布 克里斯托弗·瓦兰 | 57.93%                           | [ 25 ]                           |
| 2021年法国大区选举               | 大東部大區                       | 市镇                             |                                  | 洛朗·雅各贝利                        | 26.48%                           |                                  | 让·罗特纳                            | 33.14%                           | [ 26 ]                           |
| 2022年法国总统选举               | 法國                             | 市镇                             |                                  | 玛丽娜·勒庞                          | 35.79%                           |                                  | 玛丽娜·勒庞                          | 54%                              | [ 22 ]                           |

## 人口
2018年，默尔特河畔栋巴勒市镇人口数量为9,694，在法国排名第1,053位。其中男性4,704人，女性4,990人，75岁及以上人口占9.8%，外籍人口数量为1,899人，人口密度为865人/平方公里，当地居民被称为（男性）或（女性）。2019年，默尔特河畔栋巴勒境内出生79人，死亡人口101人。
| 默尔特河畔栋巴勒1901年－2019年人口变化情况 |
|                                            |
| 数据来源：Cassini、INSEE                   |

## 经济
默尔特河畔栋巴勒是一个区域性的中心城市。截止2022年5月，默尔特河畔栋巴勒市镇范围内共有各类用人单位（包含自雇）872家，平均历史为16年，其中98.83%为中小型企业（PME），2022年3月至5月间，当地的经济活力指数为1.61%。（印刷）是当地2020年营业额最高的企业，为2,271,421欧元。

## 财政与居民收入
2020年，默尔特河畔栋巴勒的财政收入总额为11,692,200欧元，财政支出总额为10,199,800欧元，当年的债务总额为13,449,600欧元。2021年，默尔特河畔栋巴勒共获得1,409,190欧元的国家财政补助，比上一年增加了2.22%。
2019年，默尔特河畔栋巴勒的人均月收入总额为2,182欧元，其中高级职员为3,766欧元，低于法国平均水平（4,230欧元）；中级职员为2,386欧元，低于法国平均水平（2,411欧元）；普通职员为1,717欧元，亦低于法国平均水平（1,740欧元）。
2018年，默尔特河畔栋巴勒境内的青壮年（15至64岁）失业率为12.2%，当地47.0%的家庭拥有纳税资格，平均纳税2,339欧元，低于法国平均水平（3,910欧元）。

## 社会事务

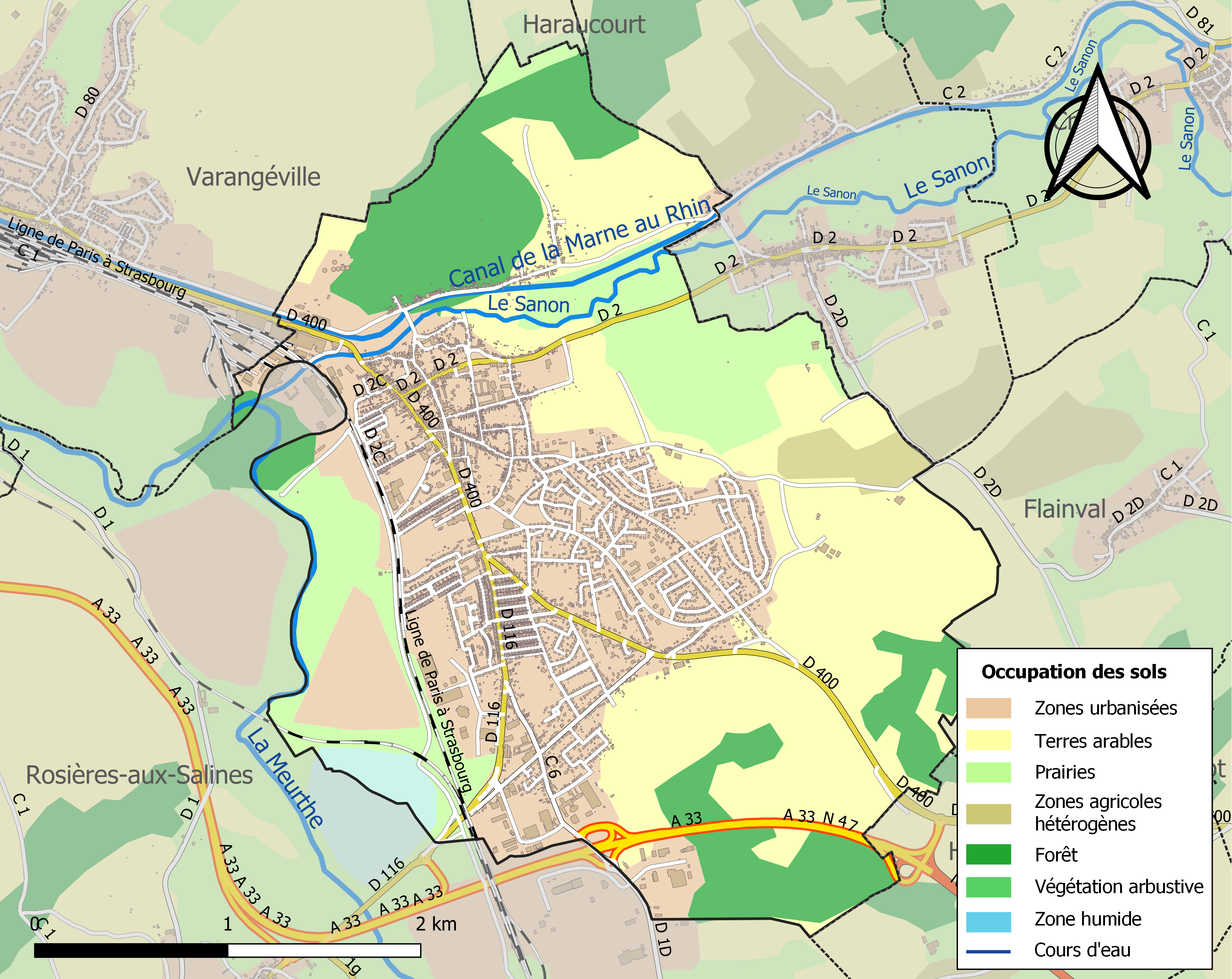
默尔特河畔栋巴勒土地利用情况地图

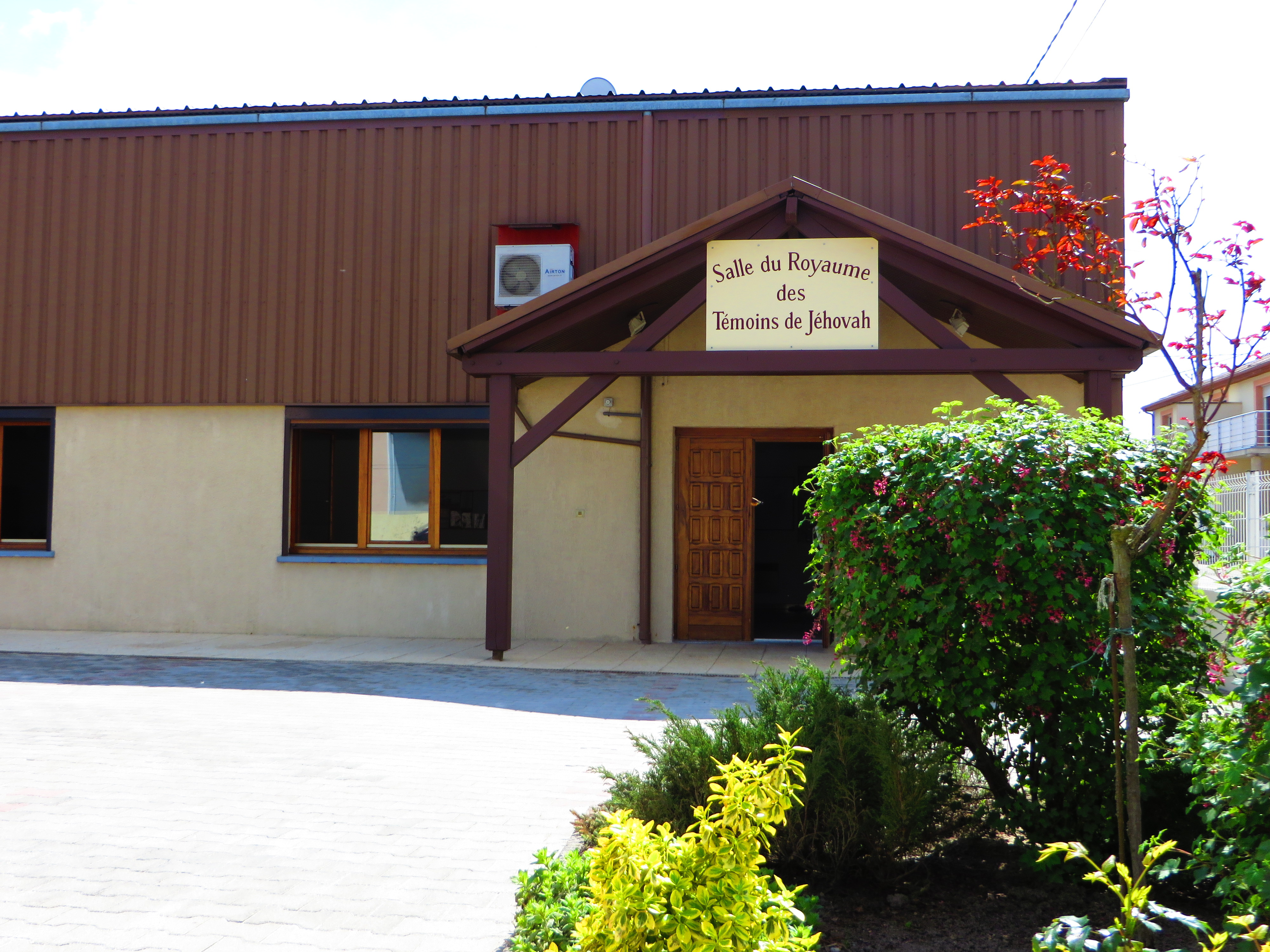
默尔特河畔栋巴勒的一处文化中心

### 教育
默尔特河畔栋巴勒属于南锡-梅斯学区。截止2020年1月1日，默尔特河畔栋巴勒境内共有3所幼儿园、3所小学、2所初级中学和1所职业高中。2018至2019学年度，默尔特河畔栋巴勒境内共有在校中等教育阶段学生796名。

### 医疗
截止2020年1月1日，默尔特河畔栋巴勒境内共有全科医生10名、保健师11名、牙医7名、护士11名、皮肤科医生1名和助产士2名。境内共有药房3家、养老院3家、残疾人帮扶中心3家。
距离默尔特河畔栋巴勒最近的区域性医疗机构为13公里外的“吕内维尔中心医院”（Centre Hospitalier de Lunéville），其主病区位于吕内维尔市区，距离默尔特河畔栋巴勒市区的正常车程约15分钟，该院设有床位453个，是当地规模最大的公立综合性医院。

### 住房
2018年，默尔特河畔栋巴勒境内共有各类住房4,483套，其中69%为独立式居民区，28.6%为集中式居民区。常住房屋占默尔特河畔栋巴勒市镇范围内居民建筑总量的91.8%。
在住房保障政策方面，2020年，默尔特河畔栋巴勒境内共有772户家庭获得了住房经济补助，受益人数占总人口数量的8%，其中713份为房租补助。

### 商业
2019年，默尔特河畔栋巴勒境内共有各类实体商铺184家，其中餐厅11家、大型超市5家、杂货店1家、面包房7家、肉铺1家、书店1家、装饰品店1家、银行门店7家、美容美发店17家、汽车维修店15家。市区南部建有一家Lidl超市。

### 体育
2020年，默尔特河畔栋巴勒境内共有1家游泳池、1间体育馆、1座综合体育场、2处足球或橄榄球场以及2处篮球或排球场。
截至2022年5月，栋巴勒足球俱乐部（Football Club Dombasle，编号503602）是当地唯一的注册足球俱乐部，其主队2021至2022赛季参加大东部大区足球联赛丙组（法国第八级别），其主场为帕瓦若球场（Stade Pavageau）。

### 环境
默尔特河畔栋巴勒的环境事务由其所属的塞勒-韦尔穆瓦地区市镇公共社区负责。2019年，默尔特河畔栋巴勒境内共有1家污染企业。

### 治安
2019年，默尔特河畔栋巴勒市镇范围内共有1处派出所和1处宪兵队。
2020年，默尔特河畔栋巴勒警区（zone police de Dombasle-sur-Meurthe）的管辖范围内共3个市镇累计发生各类案件555起，其中盗窃类案件255起，经济类案件60起，毒品交易类案件43起。

## 文化
2020年，默尔特河畔栋巴勒境内暂无任何文化设施。默尔特河畔栋巴勒市政府提供多媒体中心，每周二、三、四、六向公众开放。

### 建筑
默尔特河畔栋巴勒境内有多处历史建筑，其中镇中心的圣巴勒教堂（Église Saint-Basle）是当地的地标性建筑物。

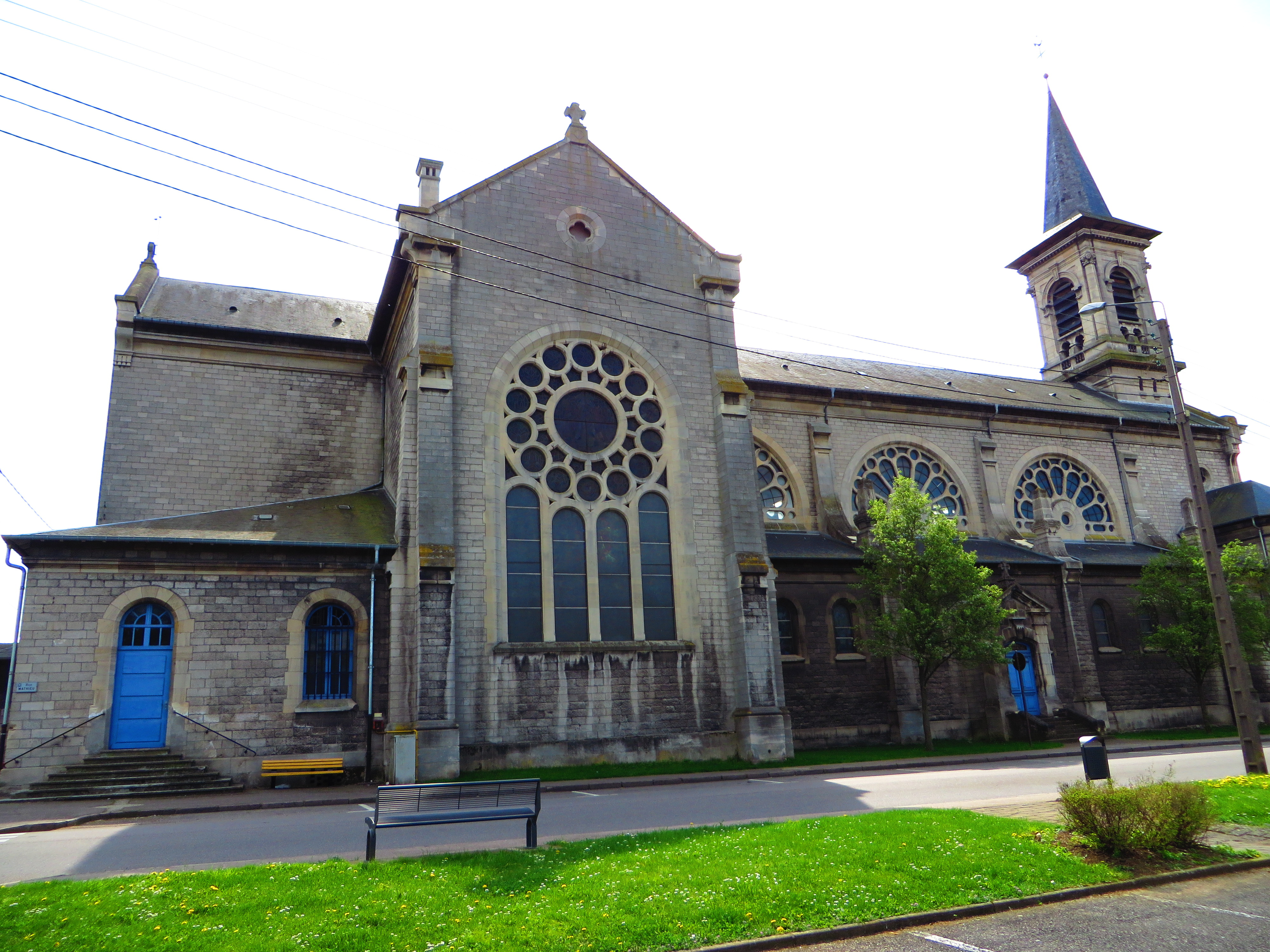
圣巴勒教堂
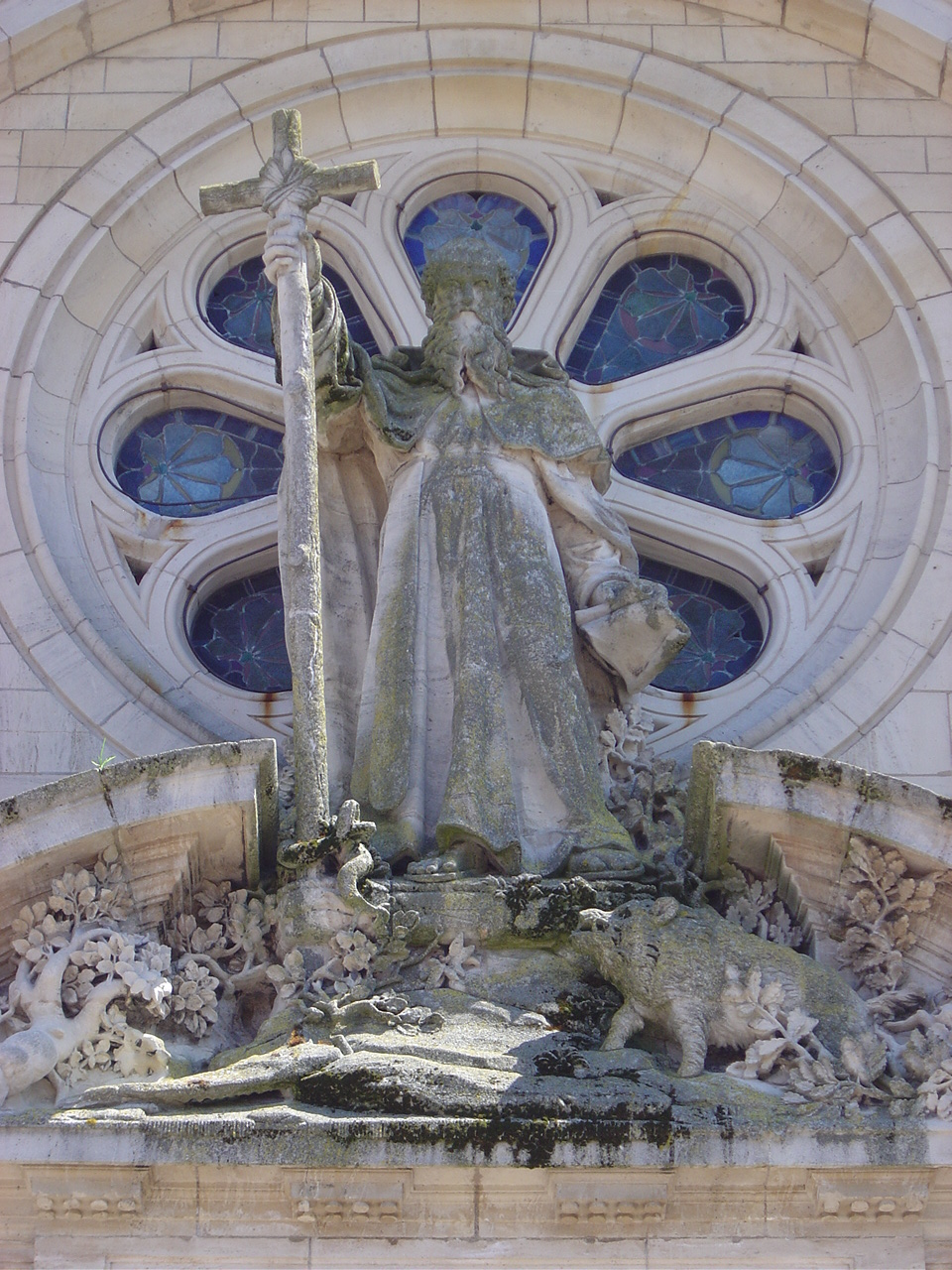
圣巴勒雕塑
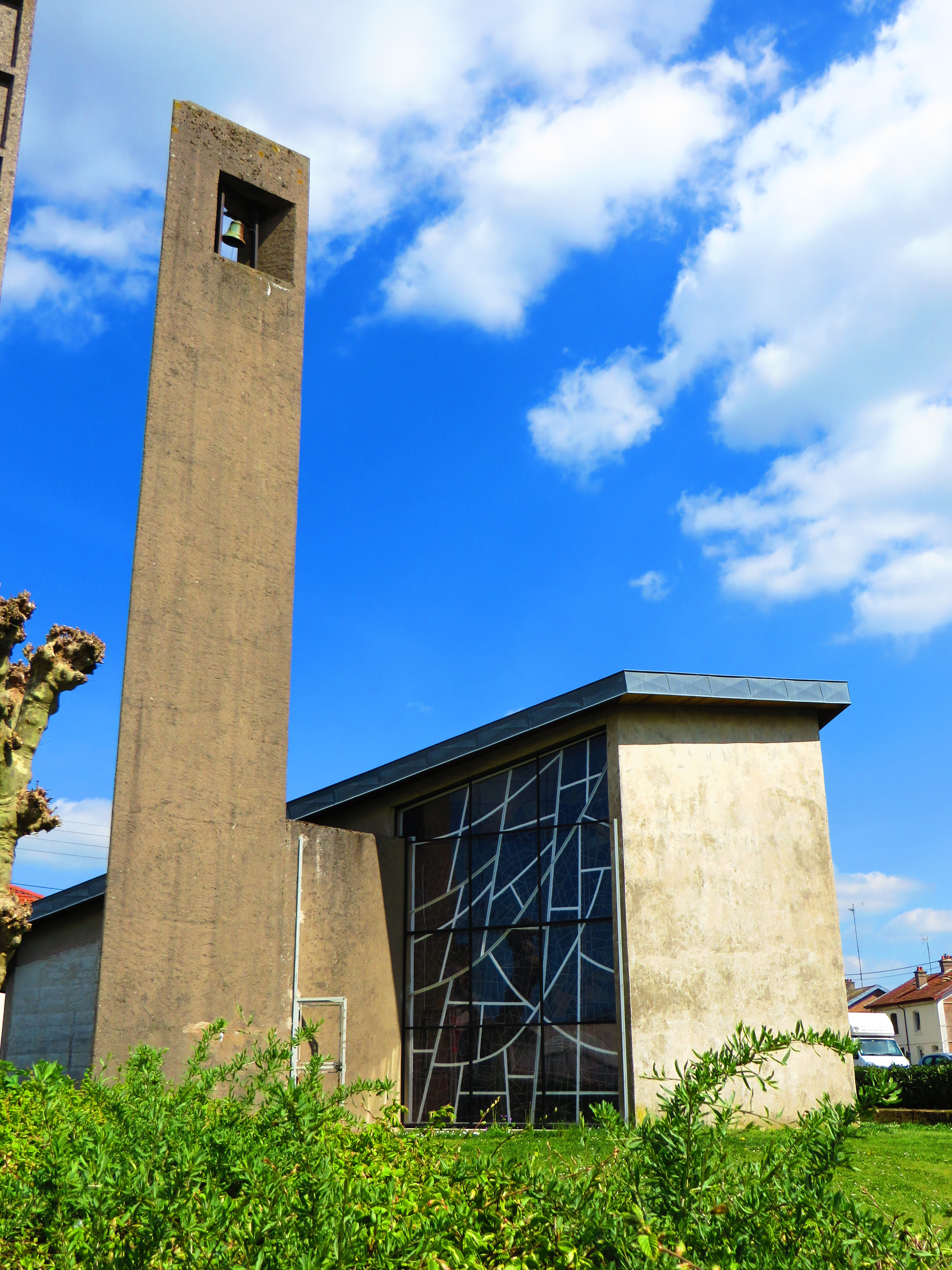
归正教堂
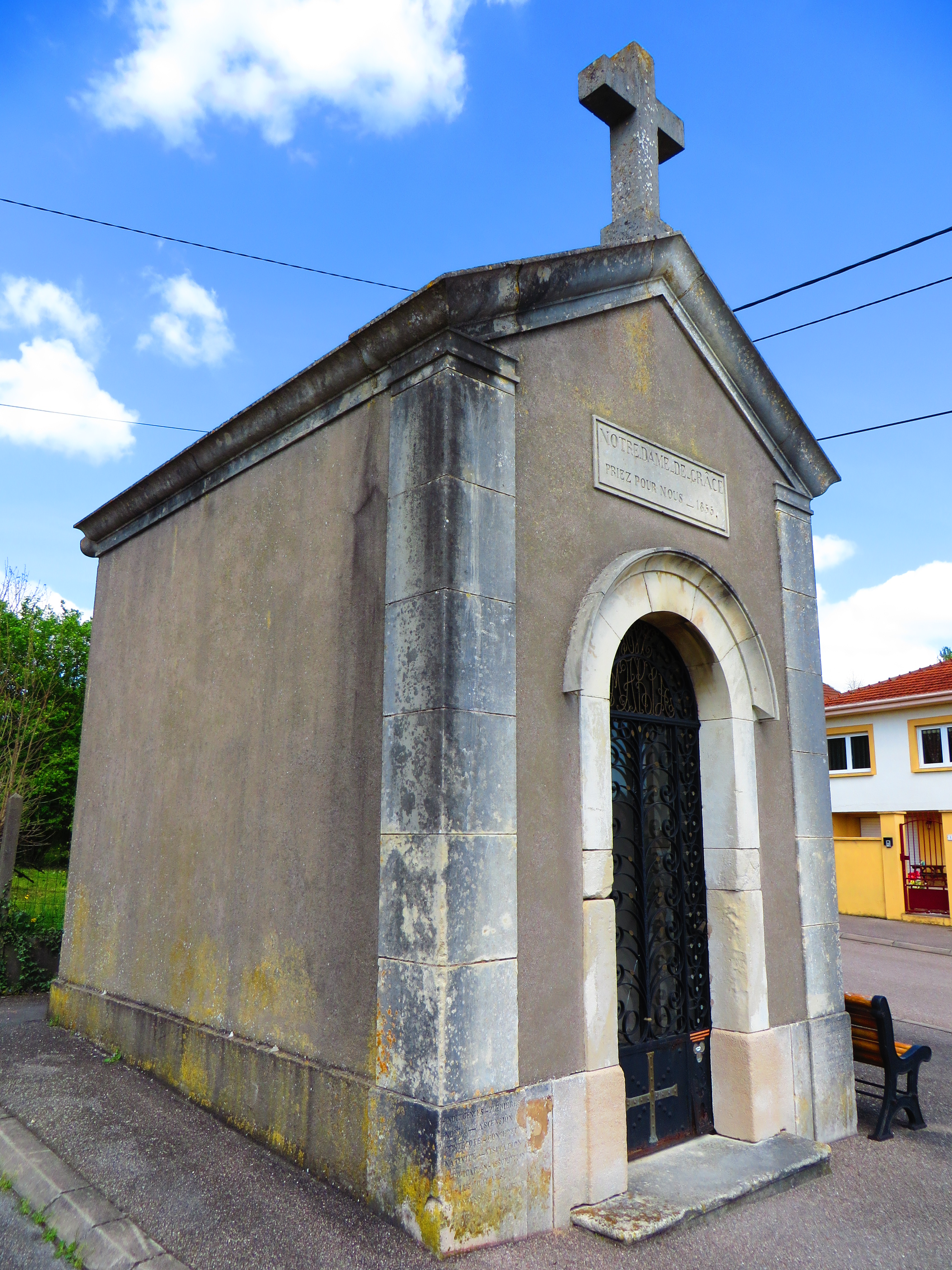
圣母小教堂
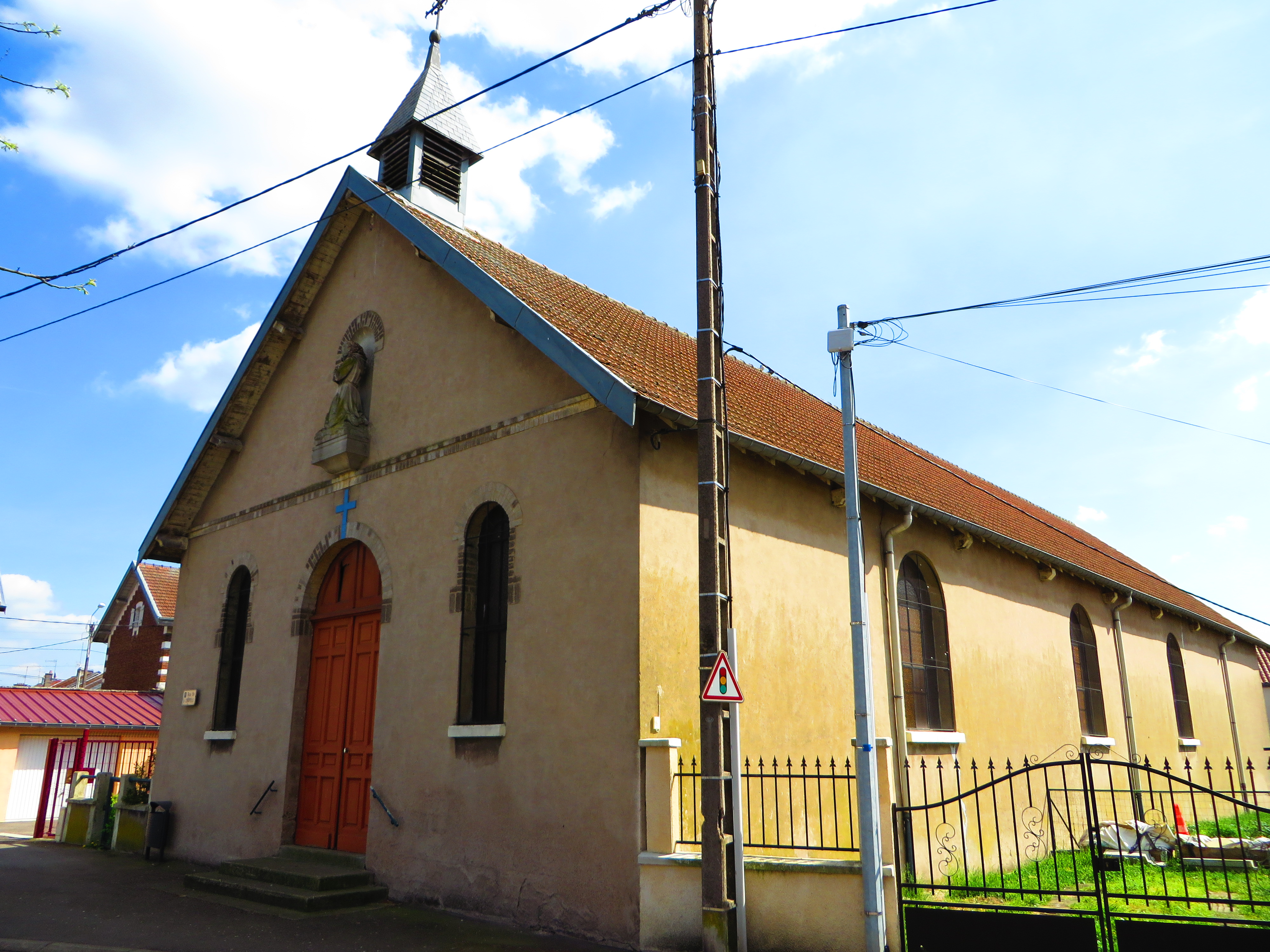
圣里塔小教堂
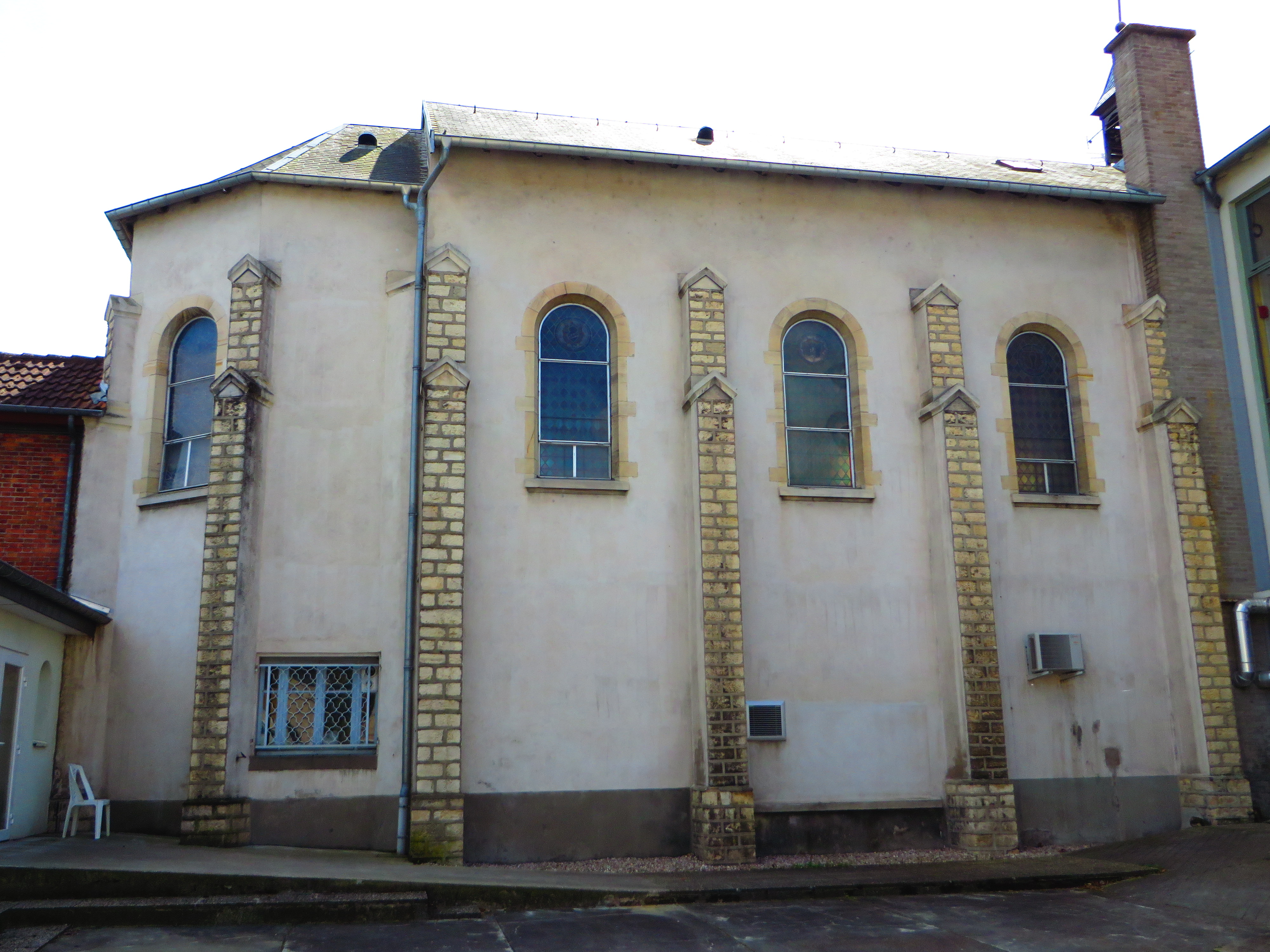
圣夏尔小教堂
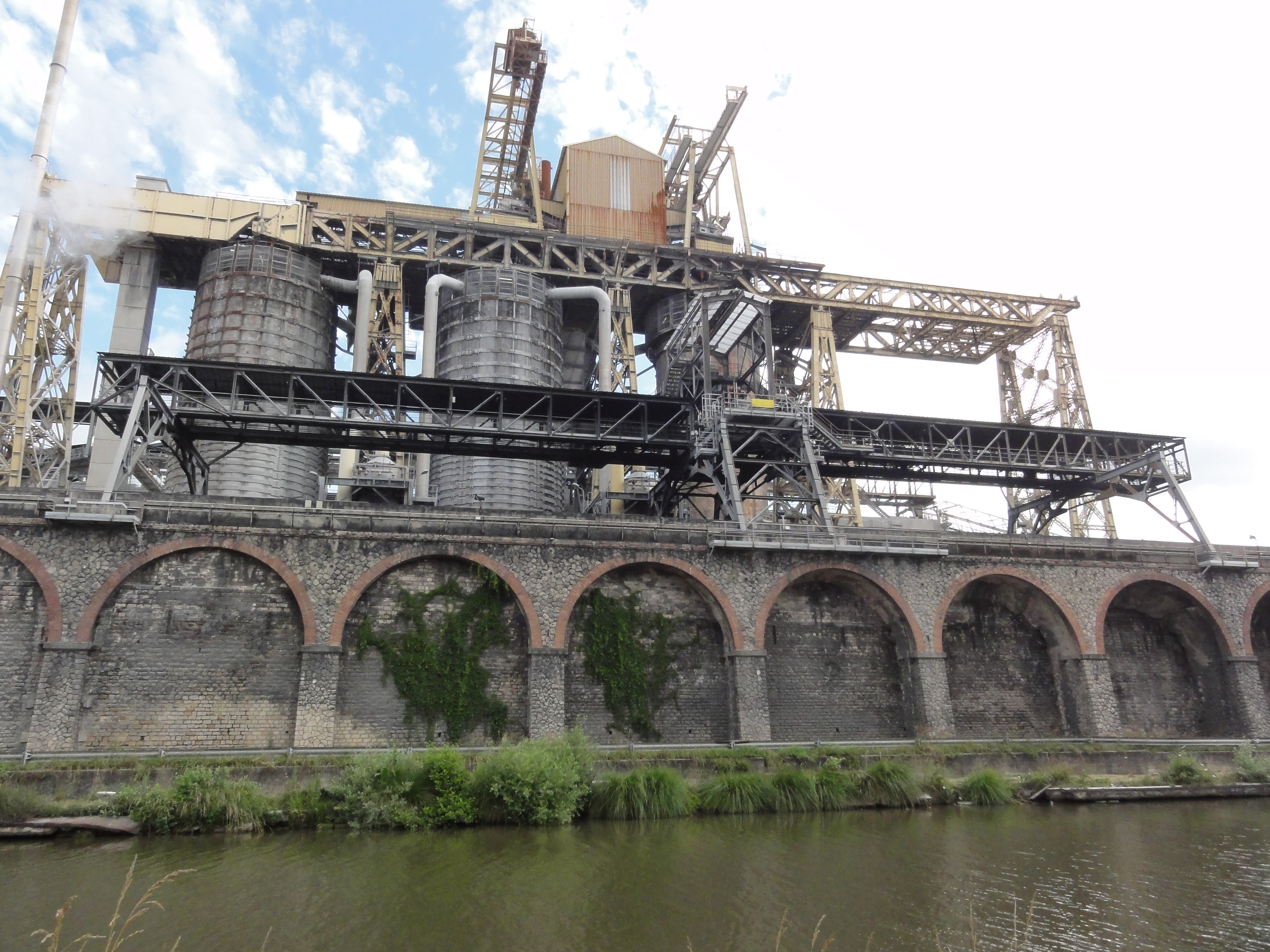
索尔维工厂旧址

### 旅游
默尔特河畔栋巴勒的旅游事务由其所属的塞勒-韦尔穆瓦地区市镇公共社区负责。2021年，默尔特河畔栋巴勒境内暂无任何游客接待设施。

### 媒体
法国主要的媒体均可在默尔特河畔栋巴勒接收，法国电视三台下属的大东部大区频道在部分时段播出默尔特河畔栋巴勒所属区域的地方新闻。《东部共和报》、南锡加勒比广播、蓝色法兰西南洛林广播等是当地主要的地方性媒体

## 相关人物
法国作家出生于默尔特河畔栋巴勒。

## 友好城市
截至2022年5月，默尔特河畔栋巴勒共与一座城市互为友好城市关系：
- 德国 菲尔德施塔特